# Philadelphia Style
Philadelphia Style è una rivista di moda, bellezza, viaggi, filantropia, intrattenimento, decorazioni per la casa, architettura e proprietà immobiliari per i lettori nella regione metropolitana di Filadelfia. È una guida per gli affari, le persone, i luoghi e gli eventi che definiscono il carattere di questa città storica e ricca di cultura.

## Storia e profilo
Philadelphia Style è stata fondata nel 1997 da John M. Colabelli, editore e CEO. Faceva parte di DLG Media Holdings. Niche Media, fondata da Jason Binn nel 1992, ha acquisito la pubblicazione. Viene pubblicata sette volte all'anno. Niche Media è stata ribattezzata GreenGale Publishing nel 2018. GreenGale è stata acquisita da Modern Luxury nel 2017.